# Зайцево (Гурьевский городской округ)
Зайцево — посёлок в Гурьевском городском округе Калининградской области. До 2014 года входило в состав Храбровского сельского поселения.

## История
Населённый пункт Трикцийтен был основан в 1262 году. После 1540 года его название трансформировалось в Тринтитен, после 1785 года — в Трендиттен.
В 1946 году Трентиттен был переименован в поселок Зайцево.

## Население
| 2002 | 2010 |
| ---- | ---- |
| 24   | ↘20  |

В 1910 году в Трентиттене проживало 126 человек, в 1933 году — 554 человека, в 1939 году — 555 человек.